# Linares (Meksyk)
Linares – miasto w Meksyku, w stanie Nuevo León.